# Microcebus gerpi
Microcèbe du GERP
Espèce
Statut de conservation UICN

 CR B1ab(i,ii,iii)+2ab(i,ii,iii) : 
En danger critique
Microcebus gerpi, communément appelé le Microcèbe du Gerp, est une toute petite espèce de primates lémuriformes endémique de la forêt de Sahafina, à Madagascar. Il mesure moins de 10 cm. Son pelage arbore des teintes marron-gris.

## Découverte

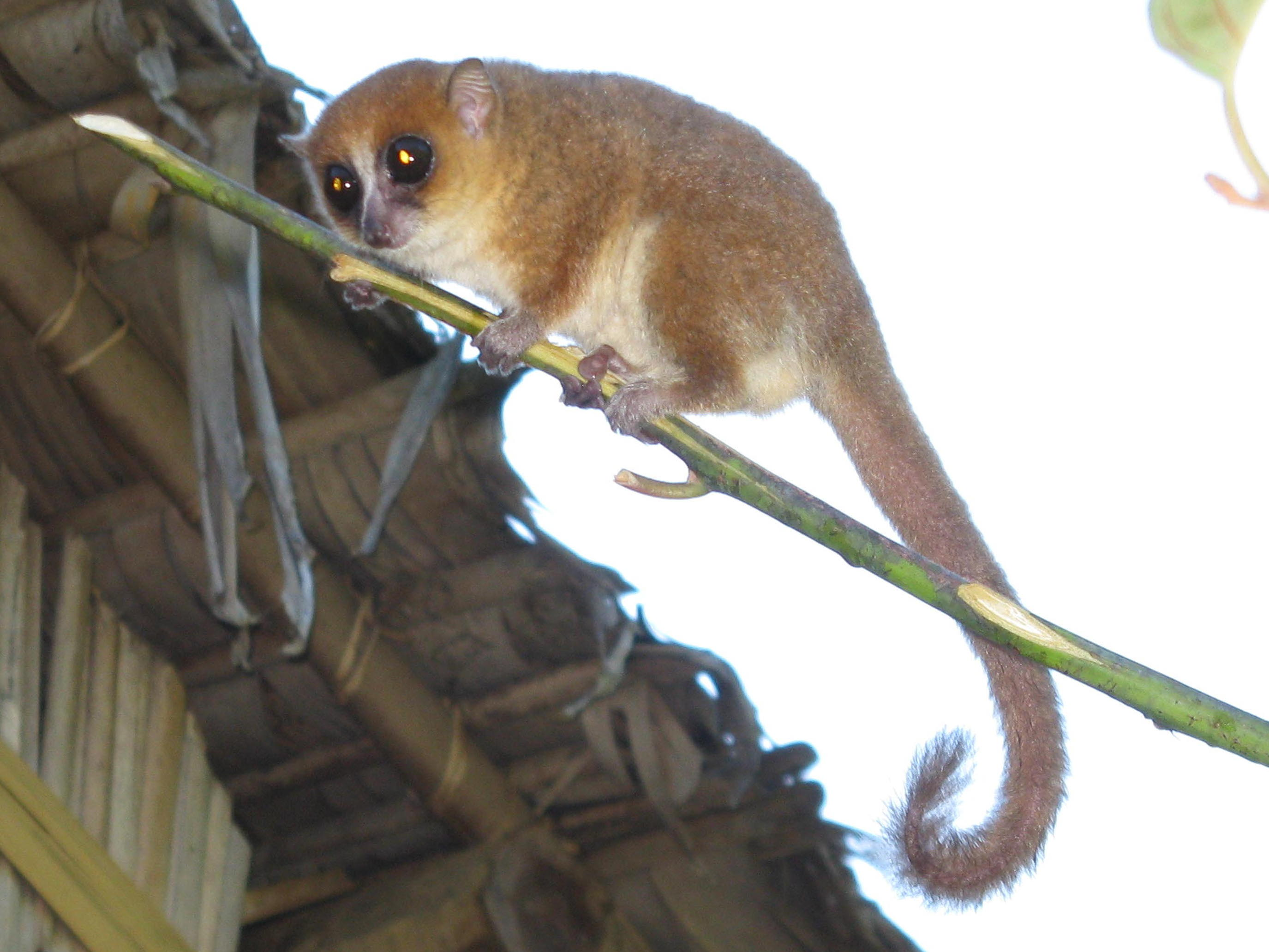
L'holotype.

Microcebus gerpi a été découvert pendant un inventaire dans les années 2008/2009, durant lequel les biologistes ont découvert plusieurs spécimens inconnus de primates. En effectuant des mesures et des analyses sur trois échantillons d'ADN mitochondrial, les chercheurs ont découvert que certains individus ne correspondaient à aucun être vivant connu.

## Étymologie
L'épithète spécifique rend hommage au GERP, le Groupe d'étude et de recherche sur les primates de Madagascar.